# محمدرضا صابر
محمد رضا صابر (زادهٔ ۱۳۳۰ در کرمانشاه – درگذشتهٔ ۲۰ دی ۱۳۸۷ در تهران) صدابردار و صداگذار موسیقی اهل ایران بود.

## زندگی‌نامه
محمدرضا صابر در سال ۱۳۳۰ در کرمانشاه متولد شد. در جوانی به تهران آمد. در سال ۱۳۵۴ به دانشکدهٔ صدا و سیما راه یافت و پس از سپری نمودن دوره صدابرداری به استخدام صدا و سیما درآمد و مهارت ضبط موسیقی را در استودیوهای مختلف تجربه کرد. او در طول فعالیت هنری خود با بسیاری از هنرمندان موسیقی، آهنگسازان، خوانندگان و نوازندگان همکاری کرد و ضبط و میکس آثار موسیقی بسیاری را انجام داد. او بازنشسته سازمان صدا و سیما و سال‌ها صدابردار رادیو بود.
محمدرضا صابر در طول سال‌های فعالیت در استودیوهای صدا و سیما، استودیو بل، استودیو پژواک، استودیو مهر آوا، استودیو چکاوک و استودیو مدرن موسیقی‌دانان را همراهی کرد. از او با عنوان «استاد ضبط نواهای ماندگار» یاد می‌کنند.

## درگذشت
محمدرضا صابر پس از طی یک دوره کوتاه بیماری، در بامداد روز ۲۰ دی ۱۳۸۷ بر اثر سکته مغزی و سرطان ریه در بیمارستان آتیه تهران درگذشت.
مراسم تشییع پیکر محمدرضا صابر صبح روز ۲۲ دی ماه ۱۳۸۷ در مقابل مسجد بلال صدا و سیما برگزار شد و در قطعه هنرمندان بهشت زهرا تهران به خاک سپرده شد.
این مراسم با حضور هنرمندانی همچون: علیرضا افتخاری، سیدمحمد میرزمانی، محمد سریر، ناصر رحیمی، فاضل جمشیدی، ناصر فرهودی، جمال الدین منبری، فرهاد برنجان، مزدا انصاری، هادی آرزم، شهریار فریوسفی، آذر هاشمی، محمود آیت، مهدی اردستانی، صادق نوری، مجید واصفی، علیرضا شیبانی، حسن فراهانی، علی جعفری پویان، علی اکبرپور، امیر بکان، مجید اخشابی، علی خدایی، پارسا منصوری، بهزاد خدا‌رحمی، رضا شیرازی، بیژن ارژن، امید انصاری، محمدرضا عقیلی، سینا جهان‌آبادی، محمدمهدی گورنگی و … برگزار شد. همچنین مراسم ترحیم او ۲۴ دی ۱۳۸۷ در مسجد بلال صدا و سیما برگزار گردید.